# Claude Carlier
Pour les articles homonymes, voir Claude Carlier (historien) et Carlier.
Claude Carlier, dit l'abbé Carlier, prieur d'Andresy, prévôt royal de la châtellenie de Verberie, historien et agronome français, né le 7 septembre 1725 et mort le 25 avril 1787  à Verberie (actuel département de l'Oise).

## Origines sociales
Claude Carlier est le fils de François-Paul Carlier, audiencier en la maîtrise des Eaux-et-Forêts, prévôt royal de la châtellenie de Verberie et de Béthisy, et de Françoise Constance Bailly. Il héritera lui-même de cette charge de prévôt royal, à laquelle était associée depuis 1577 celle de lieutenant particulier du duché de Valois. C'est sans doute cet héritage qui orienta les recherches historiques de Claude Carlier, qui écrivit en 1764 une Histoire du Duché de Valois. Il était bachelier en théologie et avait été ordonné diacre, d'où son titre d'abbé.
Claude Carlier est donc un notable dans la petite ville de Verberie, qui ne compte alors guère plus de neuf cents habitants bien qu'elle en revendique deux mille. Mais ses cousins se révèlent être des artisans (un serrurier, un cordonnier...) et des marchands filassiers. Ces derniers pourraient avoir joué un rôle dans sa connaissance des questions lainières.
Il est possible que Carlier ait eu des sympathies jansénistes, étant donné ses liens avec l'appelant Jean Lebeuf, mais au cours de sa carrière, il s'est guère occupé de questions religieuses. Par contre, son intérêt pour l'histoire nationale et pour le développement des races ovines nationales peut laisser penser qu'il était gallican.

## Carrière

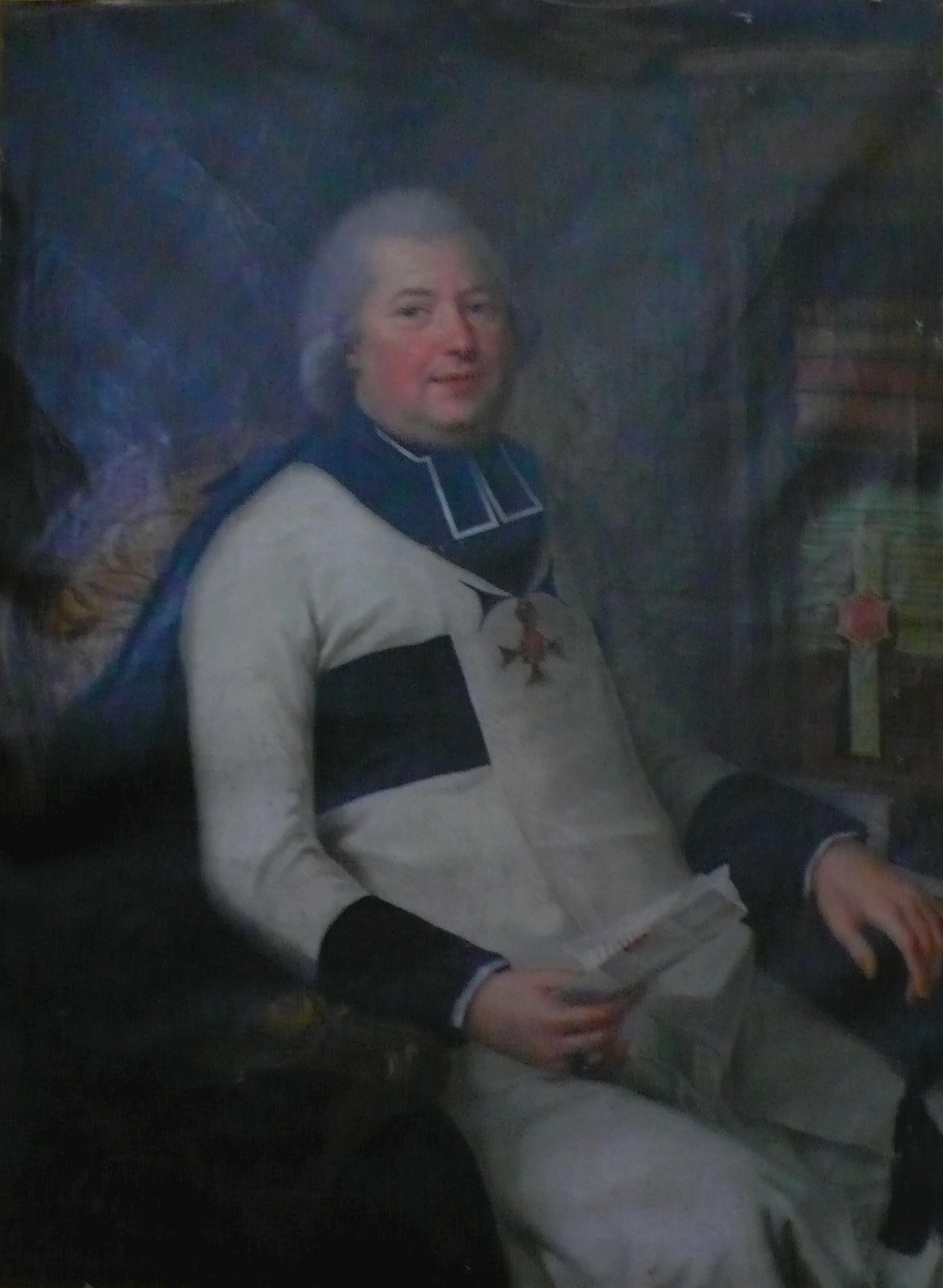
L'abbé Carlier en costume de prieur d'Andressy. Toile du XVIIIe siècle, église de Verberie.

Claude Carlier est signalé comme bachelier en théologie en 1750. C'est le 23 février 1753 qu'il est nommé prieur commendataire de Notre-Dame d'Andresy, à Saint-Hilaire-les-Andrésis dans le diocèse de Sens. Cette dignité n'impliquait pas un rôle actif dans l'église, mais lui conférait un bénéfice appréciable.
Dès avant 1757, il est sous-maître au Collège Mazarin, où il réside. Le 16 juillet 1759, son ami l'abbé janséniste Jean Lebeuf le désigne comme exécuteur testamentaire. Il lui demande également de préparer une deuxième édition corrigée et munie de tables de son Histoire du diocèse de Paris, à laquelle Carlier avait participé en rédigeant la conclusion du tome XV. En remerciement de ce service, il lui fait offrir après son décès l'ensemble des volumes des mémoires de l'Académie des inscriptions et belles-lettres. L'abbé Lebeuf décédera effectivement l'année suivante, mais Carlier ne publiera jamais cette seconde édition.
L'abbé Carlier est également l'éditeur du Journal du Voyage fait au cap de Bonne-Espérance par l'abbé de la Caille et d'un Discours sur la vie de ce dernier, qui fut son collègue au Collège Mazarin.

## L'historien
L'abbé Carlier aimait particulièrement participer aux concours littéraires. Il fut sans doute l'un des auteurs les plus primés du XVIIIe s. Au total, ses écrits remportèrent quatre fois le prix de l'Académie des inscriptions et belles-lettres, deux fois celui de l'Académie de Soissons, et trois fois de l'Académie d'Amiens.
Le premier qu'il remporta fut celui de l'Académie de Soissons, sur un point d'histoire de cette ville, en 1749. La même académie lui en remit un second en 1751. Ensuite, l'Académie des inscriptions et belles-lettres proposa en 1750 le sujet suivant pour son prix annuel : Quelle fut l'autorité du Sénat Romain sur les colonies Romaines, comparée avec l'autorité des métropoles Grecques sur leurs colonies ? L'abbé Carlier remporta le prix. L'année suivante, en 1751, il décrocha le prix sur le sujet : Quelle a été parmi les hommes l'origine de l'Astrologie judiciaire ? Quels furent chez les différents peuples de l'Antiquité, les principes de cette prétendue Science ? Quels en ont été les progrès jusqu'à la mort de Jules César ? Et quel rapport on lui supposoit avec les affaires publiques et particulières ?. Il ne semble pas que ces mémoires aient été imprimés.
Ensuite, sa Dissertation sur l'état du commerce en France, sous les rois de la première et de la seconde race, remporta le prix de l'Académie des belles-lettres, des arts et des sciences d'Amiens, en 1752, et sa Dissertation sur l'étendue du Belgium et sur l'ancienne Picardie, remporta celui de 1753. L'intérêt de l'Académie d'Amiens pour les travaux de Carlier est peut-être à mettre en relation avec les liens entre cette institution et le « réseau Gournay ».
La même année 1753, il est de nouveau primé par l'Académie des inscriptions pour sa dissertation : Sur l'état des sciences sous les règnes de Charles VIII & Louis XII. Il remportera ensuite un nouveau prix de l'Académie des inscriptions le 15 avril 1758. Enfin, le 19 juillet 1765, Carlier présente au roi Louis XV son Histoire du duché de Valois, un livre pour lequel il avait aidé et encouragé par Guillaume-François Joly de Fleury et qu'il avait dédié au duc d'Orléans, héritier de ce duché. Il y fait volontiers usage des découvertes archéologiques, tout autant que des archives, avec une certaine prudence dans l'interprétation.
L'abbé Carlier contribuait au Journal de Physique, au Journal des savants et au Journal de Verdun. Dans ce dernier, il publia notamment l'éloge funèbre du Bénédictin de Saint-Maur, Dom François Pernot en 1768, bibliothécaire de Saint-Martin des Champs.

## L'agronome

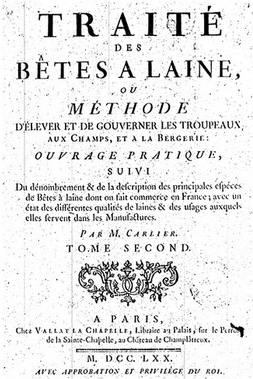
Page de garde du tome II du Traité des bêtes à laine de Claude Carlier.

Bon connaisseur de l'élevage ovin, Claude Carlier rédigea une série de mémoires sur ce sujet. D'abord enthousiaste sur les possibilités d'acclimatation des moutons anglais, espagnols ou flamands dans les terroirs français, il devint progressivement sceptique quant aux chances de réussite, et prôna l'amélioration des races locales existantes. Il appuyait sa démonstration sur l'expérience agronomique et sur l'érudition historique.
En 1754, l'Académie d'Amiens récompensa de nouveau Claude Carlier pour son Mémoires sur les laines, publié sous le nom de M. de Blancheville, qui marqua le point de départ de sa réputation d'agronome. Il répondait à une question mise au concours deux ans plus tôt : Quelles sont les différentes qualités de laines propres aux manufactures de France ? Si on ne pourrait point se passer des laines étrangères ? Comment on pourrait perfectionner la qualité et augmenter la qualité des laines en France ? Cette question avait été élaborée avec le ministère public, c'est-à-dire sans doute avec Daniel Trudaine, un proche de Vincent de Gournay et de Bertin. Cet ouvrage connut deux éditions revues et corrigées, publiées à Paris en 1755 et 1762. Puis, dans la même lignée, il publia des Considérations sur les moyens de rétablir en France les bonnes espèces de bêtes à laine.
À l’issue d’une mission en Flandre pour le compte du Contrôleur général des finances Bertin, Carlier publie une Instruction sur la manière d’élever et de perfectionner la bonne espèce des bêtes à laine de Flandre, publiée en 1763. Ce voyage a transformé ses conceptions agronomiques, l’amenant à réfuter toute possibilité d’amélioration exogène (c'est—dire, par croisement avec des reproducteurs importés d'un autre pays) au profit de l’amélioration endogène (c'est-à-dire par une sélection rigoureuse au sein des troupeaux existants). Dès la publication de son livre, il met en garde les éleveurs qui voudraient se fier à son propre enthousiasme des Considérations. Il adopte le principe selon lequel « les qualités suivent les lieux » (eligendum pecus ad naturam, dit-il en Latin), allant jusqu’à recommander que l’on cesse tout importation de mouton flandrin vers d’autre province avant plus ample information.
Cette objection est liée à la conception de l’élevage dominante sous l’Ancien Régime, qui veut que l’animal soit le reflet du sol. Au XVIIIe siècle, le climat tend à se substituer au sol comme déterminant, mais le résultat est le même : l’acclimatation est tenue pour impossible, puisque les produits issus de ces croisements deviendraient rapidement semblables à la race locale. Cette idée s’appuie en partie sur un constat empirique : sans une attention constante à maintenir par de nouveaux croisements et une gestion rigoureuse de la reproduction, l’apport de reproducteurs importés ne donne guère de résultats.
À la demande du Contrôleur général des finances Bertin, il écrivit en 1762 un mémoire sur les différentes variétés de moutons du royaume. Pour le rédiger, il envoya un questionnaire aux intendants et aux sociétés d'agriculture, qui reçut plus de trois cents réponses, et il visita plusieurs provinces pour connaître la diversité de l'élevage ovin. Les résultats de cette vaste enquête furent publiées en 1770 dans les deux volumes du Traité des bêtes à laine, qui est donc une source essentielle pour la connaissance des racines ovines régionales sous l'ancien régime, avant la généralisation du mérinos.

## Œuvre imprimée
- Dissertation sur l'état du commerce en France, sous les rois de la première et de la seconde race, qui a remporté le prix au jugement de l'Académie d'Amiens en 1752, Amiens, Veuve Godart, 1753, in-12° (lire en ligne).
- Dissertation sur l'étendue du Belgium et sur l'ancienne Picardie, qui a remporté le prix au jugement de l'Académie d'Amiens, Amiens, Veuve Godart, 1753, in-12°.
- Mémoire sur les laines, qui a remporté le prix au jugement de l'Académie d'Amiens en 1754, en l'année 1754 par Monsieur de Blancheville, Amiens, Veuve Godart, 1755, 88 p., in-12°. Cet ouvrage a connu un seconde édition, sans nom d'auteur, sous le titre Mémoire sur les laines, où l'on examine, 1° quelles sont les différentes qualités de laines propres aux manufactures de France ; 3° si on ne pourroit pas se passer en France de laines étrangères ; 3° comment on pourroit perfectionner la qualité et augmenter la quantité des laines de France, Bruxelles, frères Vasse, 1755, in-12°.
- Considérations sur les moyens de rétablir en France les bonnes espèces de bêtes à laine, Paris, Guillyn, 1762, in-12°. Il existe également une édition in-8°, chez Guillyn & Poisson, 1762, XXII—182 pp..
- Journal historique du voyage fait au cap de Bonne-Espérance, par feu M. l'abbé de La Caille, précédé d'un Discours sur la vie de l'auteur, suivi de remarques sur les coutumes des Hottentots et des habitans du Cap, Paris, Guillyn, 1763, XXXVI-380 p., in-12° (lire en ligne) [Seul le « Discours » est de Claude Carlier].
- Instruction sur la manière d'élever et de perfectionner la bonne espèce des bêtes à laine en Flandre, Paris, Guillyn, 1763, in-12°.
- Histoire du duché de Valois : ornée de cartes et de gravures : contenant ce qui est arrivé dans ce pays depuis le temps des gaulois, et depuis l'origine de la monarchie françoise, jusqu'en l'année 1703, par l'abbé Carlier. À Paris : chez Guillyn ; et à Compiègne : chez Louis Bertrand, 1764. 3 vol., in-4° (lire en ligne vol. 1, vol. 2 et vol. 3).
- Traité des bêtes à laine, ou Méthode d'élever et de perfectionner les troupeaux aux champs et à la bergerie, ouvrage pratique, Paris, Vallat la Chapelle, & Compiègne, 1770, 2 vol., XIX-450 p. (lire en ligne).
- Examen du sentiment de M. Roland de la Platière sur les troupeaux, sur les laines et sur les manufactures, Paris, Buisson, 1787. [Cet ouvrage fut publié à titre posthume par Nicolas Duclos, secrétaire de l'abbé Carlier].

Par contre, l'Instruction sur la manière d'élever et de perfectionner les bêtes à laine, composée en suédois par Fréd.-WM. Hastfer, mise en françois par M. Pohole, Paris, Guillyn & Dijon, François Desventes, 1756, 2 vol., n'a pas été écrite par Carlier, contrairement à ce qu'indiquent de nombreuses notices. Il pourrait avoir participé à réviser la traduction et avoir négocié son impression avec Guyllin, qui allait devenir son éditeur habituel.